# Inez Turner
Inez Turner (ur. 3 stycznia 1972 w regionie Trelawny) – jamajska lekkoatletka specjalizująca się w długich biegach sprinterskich oraz biegach średniodystansowych, uczestniczka letnich igrzysk olimpijskich w Atlancie (1996).

## Sukcesy sportowe
- czterokrotna mistrzyni Jamajki w biegu na 800 metrów – 1991, 1992, 1995, 1997[1]

| Rok  | Miasto    | Zawody                                   | Konkurencja                      | Wynik                     |
| ---- | --------- | ---------------------------------------- | -------------------------------- | ------------------------- |
| 1990 | Płowdiw   | Mistrzostwa świata juniorów              | sztafeta 4 x 400 m               | srebrny medal             |
| 1991 | Hawana    | Igrzyska panamerykańskie                 | sztafeta 4 x 400 m               | brązowy medal             |
| 1993 | Cali      | Mistrzostwa Ameryki Środkowej i Karaibów | bieg na 800 m bieg na 400 m      | złoty medal brązowy medal |
| 1993 | Buffalo   | Uniwersjada                              | bieg na 800 m                    | srebrny medal             |
| 1993 | Stuttgart | Mistrzostwa świata                       | sztafeta 4 x 400 m               | 4. miejsce                |
| 1994 | Victoria  | Igrzyska Wspólnoty Narodów               | bieg na 800 m sztafeta 4 x 400 m | złoty medal srebrny medal |
| 1995 | Barcelona | Halowe mistrzostwa świata                | bieg na 800 m                    | 6. miejsce                |
| 1997 | Ateny     | Mistrzostwa świata                       | sztafeta 4 x 400 m               | brązowy medal             |

## Rekordy życiowe
- bieg na 400 metrów – 51,38 – Kingston 28/06/1996
- bieg na 800 metrów – 1:59,49 – Hechtel 22/07/1995
- bieg na 800 metrów (hala) – 2:02,00 – Barcelona 12/03/1995
- bieg na 1000 metrów – 2:39,93 – Londyn 11/08/1996